# Puerto Escondido (ort i Colombia, Córdoba, lat 9,02, long -76,26)
Puerto Escondido är en ort i Colombia.   Den ligger i departementet Córdoba, i den nordvästra delen av landet, 500 km norr om huvudstaden Bogotá. Puerto Escondido ligger 9 meter över havet och antalet invånare är 3 020.
Terrängen runt Puerto Escondido är platt. Havet är nära Puerto Escondido åt nordväst. Runt Puerto Escondido är det ganska glesbefolkat, med 34 invånare per kvadratkilometer. Puerto Escondido är det största samhället i trakten. Omgivningarna runt Puerto Escondido är en mosaik av jordbruksmark och naturlig växtlighet.